# Lorenzo Fontana
Lorenzo Fontana (ur. 10 kwietnia 1980 w Weronie) – włoski polityk, dziennikarz i samorządowiec, eurodeputowany VII i VIII kadencji, w latach 2018–2019 minister, poseł do Izby Deputowanych, od 2022 jej przewodniczący.

## Życiorys
Absolwent nauk politycznych na Uniwersytecie Padewskim oraz historii na prywatnej uczelni Università Europea di Roma. W 1996 wstąpił do Ligi Północnej. Został później dziennikarzem gazety „La Padania”, a w 2004 rozpoczął prowadzenie programów w stacji Radio Padania Libera. Od 2002 pełnił funkcję zastępcy koordynatora Movimento Giovani Padani, w 2007 objął stanowisko zastępcy sekretarza LN w prowincji Werona. Od 2002 do 2007 był radnym dzielnicowym, następnie został wybrany do rady miasta.
W wyborach w 2009 uzyskał z ramienia Ligi Północnej mandat posła do Parlamentu Europejskiego VII kadencji. Został członkiem grupy Europa Wolności i Demokracji oraz Komisji Rolnictwa i Rozwoju Wsi. W 2014 bez powodzenia ubiegał się o reelekcję, mandat posła VIII kadencji objął jednak wkrótce po jej rozpoczęciu (gdy zrezygnował z niego Flavio Tosi).
W 2016 powołany na jednego z zastępców sekretarza krajowego Ligi Północnej (potem objął tożsamą funkcję w Lidze). W latach 2017–2018 był zastępcą burmistrza Werony. W 2018 wybrano go w skład Izby Deputowanych XVIII kadencji (reelekcja na XIX kadencję w 2022).
1 czerwca 2018 objął urząd ministra bez teki do spraw rodziny i osób niepełnosprawnych w nowo powołanym rządzie Giuseppe Contego. 10 lipca 2019 przeszedł na stanowisko ministra bez teki do spraw europejskich. Zakończył urzędowanie wraz z całym gabinetem we wrześniu 2019.
14 października 2022 został wybrany na przewodniczącego niższej izby włoskiego parlamentu.